# U-20ラグビージョージア代表
U-20ラグビージョージア代表（英語: Georgia national under-20 rugby union team）は、20歳以下の選手で構成されるラグビージョージア代表チームである。愛称は「ジュニアレロス (Junior Lelos)」。
ワールドラグビーU20チャンピオンシップなどに出場している。

## 歴史
2008年、創設。
そして2015年、ワールドラグビーU20トロフィーで優勝してワールドラグビーU20チャンピオンシップ初昇格。

## タイトル
- ワールドラグビーU20トロフィー
優勝・1回 (2015年)

## 成績

### ワールドラグビーU20チャンピオンシップ
- 2016年 - 10位
- 2017年 - 10位
- 2018年 - 9位
- 2019年 - 10位

### ワールドラグビーU20トロフィー
- 2008年 - 3位
- 2011年 - 3位
- 2012年 - 4位
- 2014年 - 5位
- 2015年 - 1位(ジュニア世界選手権へ昇格)